# 호텔 룸
《호텔 룸》은 2015년에 개봉한 싱가포르 & 홍콩 합작 영화이다.

## 캐스팅
- 최우식 : 민준 역
- 김꽃비
- 허자오이
- 코 분 핀
- 니시노 쇼